# واجب
واجب (یا فرض یا فریضه) در لغت به معنای لازم، ناگریز و حتمی است
و در اصطلاح فقه اسلام، عملی است که انجامش بر مکلَف لازم است و ترک آن عذاب دارد؛ مانند نمازهای روزانه. در مواردی که مسئله، با دلیلی از آیات و روایات، همراه است و مستقیماً به شرع منتسب است به «واجب» تعبیر می‌شود. در صورتی که با دلیل عقلی باشد به‌طوری که نتوان به شرع منتسب دانست، معمولاً از آن به «لازم» تعبیر می‌شود.

## اقسام واجب
واجب عینی: احکام واجب در شریعت اسلام به اعتبار فاعل آن به دو قسم واجب عینی و واجب کفایی تقسیم می‌شوند. واجب عینی، آن است که از همه مکلفین خواسته شده و با انجام یک یا چند نفر از دیگران ساقط نمی‌شود؛ مانند نماز و روزه.
واجب کفایی: احکام واجب در شریعت اسلام به اعتبار فاعل آن به دو قسم واجب عینی و واجب کفایی تقسیم می‌شوند. که واجب کفایی، آن است که اگر عده‌ای به قدر کفایت آن را انجام دهند، از دیگران ساقط می‌شود؛ مانند نماز میت، امر به معروف و نهی از منکر.
واجب تعیینی: احکام واجب در شریعت اسلام به اعتبار نفس وجوب به دو قسم واجب تعیینی و واجب تخییری تقسیم می‌شود. که واجب تعیینی، آن است که یک عمل مشخص از مکلَف خواسته شده‌است و بدل و جایگزین ندارد؛ مانند نماز مغرب و عشا.
واجب تخییری: احکام واجب در شریعت اسلام به اعتبار نفس وجوب به دو قسم واجب تعیینی و واجب تخییری تقسیم می‌شود. واجب تخییری، آن است که دو یا چند عمل از مکلَف خواسته شده‌است و او اختیار دارد هر کدام را بخواهد انجام دهد؛ مانند اختیار در اقامه نماز جمعه یا نماز ظهر در روز جمعه.
واجب موقت: در واجب موقتِ مضیّق، عمل باید در زمان خاصی انجام شود به طوری که ابتدای عمل، ابتدای آن زمان و انتهای عمل، انتهای آن زمان است. مثال بارز واجب موقت مضیق روزه است، چنان‌که روزه از اول ماه مبارک رمضان تا پایان آن ماه واجب بوده و هر روز از اذان صبح تا اذان مغرب ادامه دارد. 
چند نمونه از واجبات عبارتند از:
ا. تحقیق در اصول دین؛ ۲. اجتهاد تحقیق یا احتیاط در فروع؛ ۳. طهارت بدن لباس و مکان سجده در نماز؛ ۴. طهارت مسجد و قرآن متنجس؛ ۵. طهارت نام خدا و معصومین از نجاست؛ ۶. وضو ، غسل یا تیمم برای نماز؛ ۷. غسل، کفن، حنوط، دفن و نماز میت؛ ۸. نمازهای پنج‌گانه در روز؛ ۹. سایر نمازهای واجب؛ ۱۰. واجبات نماز (۱۱مورد)؛ ۱۱. رعایت اوقات نماز؛ ۱۲. روبه‌قبله‌کردن محتضَر؛ ۱۳. پوشاندن عورت در نماز برای مرد؛ ۱۴. پوشش کامل زن در نماز؛ ۱۵. شناخت قبله برای نماز؛ ۱۶. سجده‌های واجب و سهو؛ ۱۷. روزهٔ ماه مبارک رمضان؛ ۱۸. خمس در موارد مشخص‌شده؛ ۱۹. زکات؛ ۲۰. فطریه؛ ۲۱. یکبار حج در طول عمر؛ ۲۲. نجات جان مسلمان؛ ۲۳. پیگیری شغل برای تأمین زندگی؛ ۲۴. امر به معروف و نهی از منکر؛ ۲۵. وجوب ازدواج در شرایط خطر؛ ۲۶. آگاهی از مسائل معاملات؛ ۲۷. وفای به عهد؛ ۲۸. ستر عورت جز برای زوجین.